# Голодец, Ольга Юрьевна
О́льга Ю́рьевна Голоде́ц (род. 1 июня 1962, Москва, РСФСР, СССР) — российский государственный политический и банковский деятель, экономист. С 11 февраля 2020 года — член Правления, заместитель Председателя Правления СберБанка, курирует проекты цифрового GR и индустрию здравоохранения. Кандидат экономических наук (1990). Член попечительского совета Государственной Третьяковской галереи.
С 21 мая 2012 по 15 января 2020 года — Заместитель председателя правительства Российской Федерации (исполняющая обязанности с 8 по 18 мая 2018 и с 15 по 21 января 2020), курировала здравоохранение, образование, социальное развитие, включая вопросы оплаты труда, занятости, уровня жизни и доходов населения.  С 2010 по 2012 год — заместитель мэра Москвы по социальной политике. С 2008 по 2010 год — президент Общероссийского межотраслевого объединения работодателей – производителей никеля и драгоценных металлов. С 2001 по 2008 год — Заместитель губернатора Таймырского (Долгано-Ненецкого) автономного округа.
Неоднократно входила в рейтинг лучших топ-менеджеров России Ассоциации менеджеров РФ. Награждена орденом Дружбы (2018), медалью П. А. Столыпина I степени (2018), командор ордена Святого Карла (Монако, 2015).

## Биография
Родилась 1 июня 1962 года в Москве в семье сотрудника НИИ автоматики и приборостроения Юрия Соломоновича Голодца (род. 1939) и Валентины Григорьевны Голодец. Племянница футболиста и тренера Адамаса Соломоновича Голодца.
В 1984 году окончила экономический факультет Московского государственного университета имени М. В. Ломоносова.
Кандидат экономических наук.
В 1984—1997 годах — работала в Центральной научно-исследовательской лаборатории трудовых ресурсов НИИ труда, Институте проблем занятости РАН.
В 1997—1999 годах — директор социальных программ Фонда «Реформуголь».
В 1999—2008 годах — начальник управления социальной политики и персонала, заместитель генерального директора по персоналу и социальной политике ОАО «ГМК „Норильский никель“».
В 2001 году — заместитель губернатора Таймырского (Долгано-Ненецкого) автономного округа по социальным вопросам.
После ухода из «Норникеля», до 16 декабря 2008 года, Голодец продолжала возглавлять совет его негосударственного пенсионного фонда (НПФ), который был частью активов группы ОНЭКСИМ. В соответствии с пенсионной программой, ранее разработанной службой социальной политики ГМК «Норильский никель», Ольге Голодец, в числе других руководителей НПФ, назначались ежемесячные пожизненные пенсионные выплаты в размере 200 тысяч рублей. В дальнейшем «Норникель» обратился с просьбой к бывшим функционерам корпоративного НПФ добровольно отказаться от данных пенсионных выплат, однако о реакции Голодец на это предложение в прессе не сообщалось.
В 2009 году Голодец упоминалась в СМИ как член правления Российского союза промышленников и предпринимателей — вместе со своим многолетним руководителем по «Норникелю» Михаилом Прохоровым, вошедшим в том же году в состав бюро правления РСПП. В 2010 году Голодец упоминалась СМИ как заместитель Прохорова на посту председателя комитета по рынку труда и кадровым стратегиям РСПП.
В 2008—2010 годах — президент Общероссийского межотраслевого объединения работодателей — производителей никеля и драгоценных металлов, председатель совета директоров страховой компании «Согласие».
Со 2 декабря 2010 года — заместитель мэра Москвы Сергея Собянина в Правительстве Москвы по вопросам образования и здравоохранения. 30 декабря 2011 года назначена заместителем мэра Москвы по социальным вопросам, расширив круг своих полномочий за счёт ушедшей в отставку Людмилы Швецовой. Занимала эту должность до 21 мая 2012 года.
С 21 мая 2012 года — заместитель председателя Правительства Российской Федерации. Курирует здравоохранение, оборот лекарственных средств и медицинских изделий, обеспечение их качества и безопасности, фармацевтическую деятельность, социальное развитие, демографию, занятость, трудовые отношения, социальное партнёрство, социальное и медицинское страхование, пенсионное обеспечение, образование, науку, культуру, туризм, государственную молодёжную политику и поддержку социально ориентированных некоммерческих организаций.
В июле 2012 года возглавила созданный при правительстве Совет по вопросам попечительства в социальной сфере, который был призван стать "мостиком, связывающим благотворительность, попечителей и государство".
В декабре 2012 года внимание общественности привлекло письмо Голодец председателю правительства Владимиру Путину с критикой принятого Государственной Думой РФ закона Димы Яковлева, запрещающего усыновление российских детей американскими гражданами. В письме попыталась объяснить главе государства, что принятый парламентом закон нарушает не только соглашение между Россией и США, но также Венскую конвенцию, Конвенцию о правах ребёнка и Семейный кодекс РФ. Позже Дмитрий Медведев пояснил, что письмо направлено по его просьбе.
14 января 2013 года была назначена ответственной за исполнение «Указа о мерах по защите детей-сирот», подписанного президентом В. В. Путиным 28 декабря 2012 года.
В апреле 2013 года стала председателем попечительского совета созданного при её участии Всероссийского хорового общества. Председателем общества стал художественный руководитель Мариинского театра Валерий Гергиев.
Руководила реорганизацией Российской академии наук и Физического института Академии наук, целью которой было разделение хозяйственного и научного направления и передача хозяйственно-имущественного комплекса специально созданному Федеральному агентству по научным организациям. Некоторыми экспертами данная реорганизация была воспринята как попытка ликвидации научных учреждений. Возглавляет правительственный совет по русскому языку.
1 июня 2014 года Голодец поручила министру здравоохранения Веронике Скворцовой обеспечивать оказание высокотехнологичной медицинской помощи больным детям в России, а не за её пределами. Позже в разговоре с блогером Антоном Бусловым, который написал ей открытое письмо о состоянии российской медицины, пояснила, что имела в виду более эффективное взаимодействие врачей и благотворительных фондов, а вовсе не ограничение лечения за рубежом. Летом 2015 года Голодец сказала, что умерший годом ранее Буслов «практически написал программу развития онкологической службы в России».
15 сентября 2014 года Голодец при участии совета по русскому языку при Правительстве РФ открыла работу портала «Образование на русском».
18 мая 2018 года вошла в состав второго правительства Медведева, сохранив пост вице-премьера. В сферу её ответственности вошли вопросы культуры и спорта.
В марте 2019 года Ольга Голодец назначена председателем наблюдательного совета оргкомитета чемпионата Европы 2020 года в Санкт-Петербурге.
26 мая 2019 года поздравила болельщиков московского "Динамо" с открытием стадиона в Петровском парке города Москвы. Была освистана стадионом.
15 января 2020 года вместе со всеми остальными членами Правительства России была отправлена в отставку. До 21 января 2020 года продолжала исполнять обязанности заместителя председателя Правительства России.
11 февраля 2020 года назначена заместителем председателя правления Сбербанка. В этой должности курирует проекты цифрового GR и индустрию здравоохранения.

## Собственность и доходы
Согласно опубликованной в апреле 2011 года декларации Голодец, её доход в 2010 году составил более 57 миллионов рублей. Владеет двумя квартирами, в том числе в Италии (приобретена в 2009 году), и половиной дачи (220 м²) в Швейцарии (приобретена в 2007 году). В 2011 году доход Голодец снизился в 5 раз и составил, согласно декларации, 11,19 миллиона рублей.

## Семья
Разведена (2003 г.), две дочери — Татьяна Мрдуляш и Анна Власова-Мрдуляш. Татьяна Мрдуляш в 2021 году назначена министром культуры Самарской области, подала в отставку в октябре 2022 года уволена за призыв снять символы Z и V с Самарского театра оперы и балета.
14 ноябре 2022 года уехала в Израиль.

## Звания и награды
Награждена Орденом Дружбы (2018), медалью П. А. Столыпина I степени (2018).
Неоднократно входила в рейтинг лучших топ-менеджеров России Ассоциации менеджеров РФ, лауреат премии «АРИСТОС» в номинации «Лучший директор по персоналу России», имеет отраслевые награды.
В рейтинге «100 самых влиятельных женщин России» журнала «Огонёк», опубликованном в марте 2014 года заняла 4-е место.
Командор Ордена Святого Карла (Монако, 17 декабря 2015 год).

## Санкции
3 мая 2022 года, из-за вторжения России на Украину, Канада внесла Голодец в санкционный список «близких соратников российского режима» за её «соучастие в решении президента Путина вторгнуться в мирную и суверенную страну». 8 мая 2022 года попала под санкции США как лицо связанное со Сбербанком. 26 сентября 2022 года внесена в санкционный список Великобритании. 19 февраля 2023 года внесена в санкционный список Украины так как она «совершает коммерческую деятельность в секторах экономики, обеспечивающих существенный источник дохода для правительства России, инициировавшего военные действия и геноцид гражданского населения в Украине».